# La Guerre des ténèbres
La Guerre des ténèbres (titre original : The Darkwar Saga) est une trilogie de fantasy écrite par Raymond Elias Feist. Cette trilogie fait suite aux tomes précédents.

## La série
Cette série comprend trois tomes :
1. Les Faucons de la nuit, 2009 ((en) Flight Of The Nighthawks, 2005)
2. La Dimension des ombres, 2010 ((en) Into a Dark Realm, 2006)
3. La Folie du dieu noir, 2010 ((en) Wrath of a Mad God, 2008)